# الجروبة (قفل شمر)

تعديل مصدري - تعديل

الجروبة هي إحدى قرى عزلة المخلاف بمديرية قفل شمر التابعة لمحافظة حجة، بلغ تعداد سكانها 26 نسمة حسب تعداد اليمن لعام 2004.